# Ayyappan tiyatta
Ayyappan tiyatta (malayalam), auch Tiyattiyattam, ist ein religiöses Ritualtheater, das im südindischen Bundesstaat Kerala zu Ehren des hinduistischen Gottes Ayyappan in dessen Tempeln oder im Haus eines Nambudiri veranstaltet wird. Ayyappan gehört zu den beliebtesten Göttern in Kerala. Im Zentrum des Geschehens steht ein großes, die Gottheit repräsentierendes Bodenbild (kalam), das zu Beginn der Aufführung von Mitgliedern der Nambiar-Kaste hergestellt und am Ende in einem Besessenheitstanz zerstört wird. Im Verlauf der dramatischen Entwicklung des mehrstündigen Rituals werden Legenden aus dem Leben Ayyappans von einem Erzähler vorgetragen und von einem Tänzer szenisch interpretiert.

## Kulturelles Umfeld

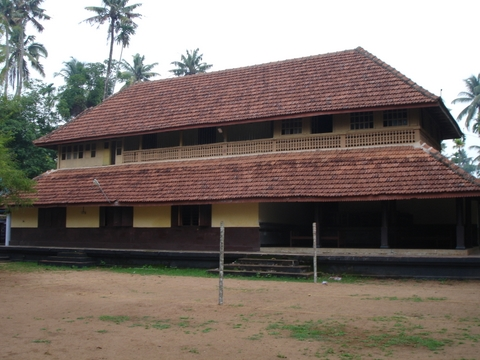
Paliam Nalukettu, ein traditionelles Haus (nalukettu) der Paliam, einer Familie, die zur Kaste der Nayar gehört. In solchen Gebäuden oder in Ayyappan-Tempeln finden die Rituale statt.

Ayyappan wird in zahlreichen Schreinen und Tempeln in Kerala verehrt und besitzt ähnliche Eigenschaften wie der tamilische Schutzgott Aiyanar von Tamil Nadu. Ein weiterer Name für beide Götter, der auf den Ausgangspunkt ihres Kults hinweist, ist Shasta (sanskrit, „Lehrer“). Der Shasta-Kult vereint Glaubenselemente des Shivaismus und Vishnuismus. Aiyanar wie Ayyappan sind aus dem alten Volksglauben aufgestiegene Geister (Bhutas), die zu Söhnen von Shiva und Vishnu geworden sind; Letzterer tritt hier in seiner weiblichen Gestalt als schöne Mohini auf. Standbilder zeigen sie häufig auf weißen Pferden reitend. Bei der zahlenmäßig deutlichen Überlegenheit weiblicher Gottheiten in Südindien kommt einem Sohn der beiden größten männlichen Götter eine besondere Bedeutung zu. Dies wird deutlich an der jährlichen Pilgersaison auf dem Berg Sabarimala in den Westghats, bei der mehrere Millionen Pilger – ausschließlich Männer – den an der Spitze gelegenen Ayyappan-Tempel besuchen. Würde der Pilgerstrom eines Tages nachlassen, so wäre Ayyappan nach der Legende gezwungen, die Göttin Ganga zu heiraten und würde seine göttliche beschützende Macht verlieren. In menschlicher Gestalt half Ayyappan früher in unruhigen Zeiten der Bevölkerung von Kerala.
Im klassischen Tanzdrama Kathakali wird Ayyappan in zwei weniger bekannten Schauspielen gewürdigt. Stilmittel wie Trommelmusik, Make-up und Kostüme sind von Ayyappan tiyatta in den Kathakali übergegangen, der jedoch als weltlicher Tanz nicht im Tempel, sondern in den Dörfern auf einem Platz außerhalb aufgeführt wird.
Während bei den sechsteiligen Ritualdramen Teyyam (allgemeiner Begriff für „Gott“) in Kerala unterschiedliche männliche oder weibliche Gottheiten angesprochen werden, geht es beim Ayyappan tiyatta nur um den namentlich benannten Gott. Das dem Ayyappan tiyatta ähnliche Tempelritual Bhagavati pattu findet für die an ihren Tempeln täglich mit den Klängen der Sanduhrtrommel idakka und des Schneckenhorns shanku geehrten Göttin Bhagavati statt. Nagayakshi kalam ist das dritte, hierzu gehörende Ritual für Nagayakshi; der Name dieser Göttin setzt sich aus Naga, der mythischen Schlange und Yakshi, der weiblichen Form des Dämonen Yaksha zusammen. Bei allen drei Ritualdramen steht im Zentrum ein Bodenbild (kalam) der Gottheit. In den Ritualen Nagamandala, Ashlesha bali und Sarpam thullal im Gebiet Tulu Nadu in Karnataka nimmt das Bodenbild die Form eines Mandalas an, in welchem Nagas beschworen werden.
Die Aufführungen finden nur in Ayyappan-Tempeln oder in den Häusern von Nambudiris, einer in Kerala zu den Brahmanen gehörenden Kaste statt. Die Räume eines traditionellen Nambudiri-Hauses (nalukettu) sind in vier Gebäuden um einen offenen, rechteckigen Innenhof (nadumittam) angeordnet und funktionell nach dem Kompass orientiert. Entlang der Westwand reihen sich drei Räume: im Nordwesten der Raum für Geburt und Menstruation, er ist durch das Blut der Frau rituell unrein (vadakkeru); angrenzend ein Vorratsraum für Reis (maccu) und in der Südwestecke der Eingangsbereich. Das Ayyappan tiyatta-Ritual wird in einem tekkini genannten Raum in der Mitte der Südwand abgehalten. Entlang der Ostwand liegen von Süden nach Norden ein Gästezimmer für Männer, ein Raum für die Kultgeräte, ein Raum für Festlichkeiten (kizhakkini) und in der Nordostecke die Küche. Gegenüber dem tekkini an der Nordseite des Hofes befindet sich ein weiterer Raum für besondere Riten (vadakkini). Ein Anlass für das Ritual kann die Bitte um Wohlstand sein oder die Erfüllung eines Gelübdes, vielleicht nachdem langes Wünschen endlich geholfen hat, dass in die Familie des bislang kinderlosen Brahmanen ein Sohn geboren wurde. Die Darsteller und Organisatoren sind Mitglieder der Nambiar-Kaste. Sie sind traditionell für den Tempeldienst zuständig und stehen folglich in der sozialen Hierarchie nahe bei den Nambudiri-Brahmanen, der obersten Kaste.

## Aufführungspraxis

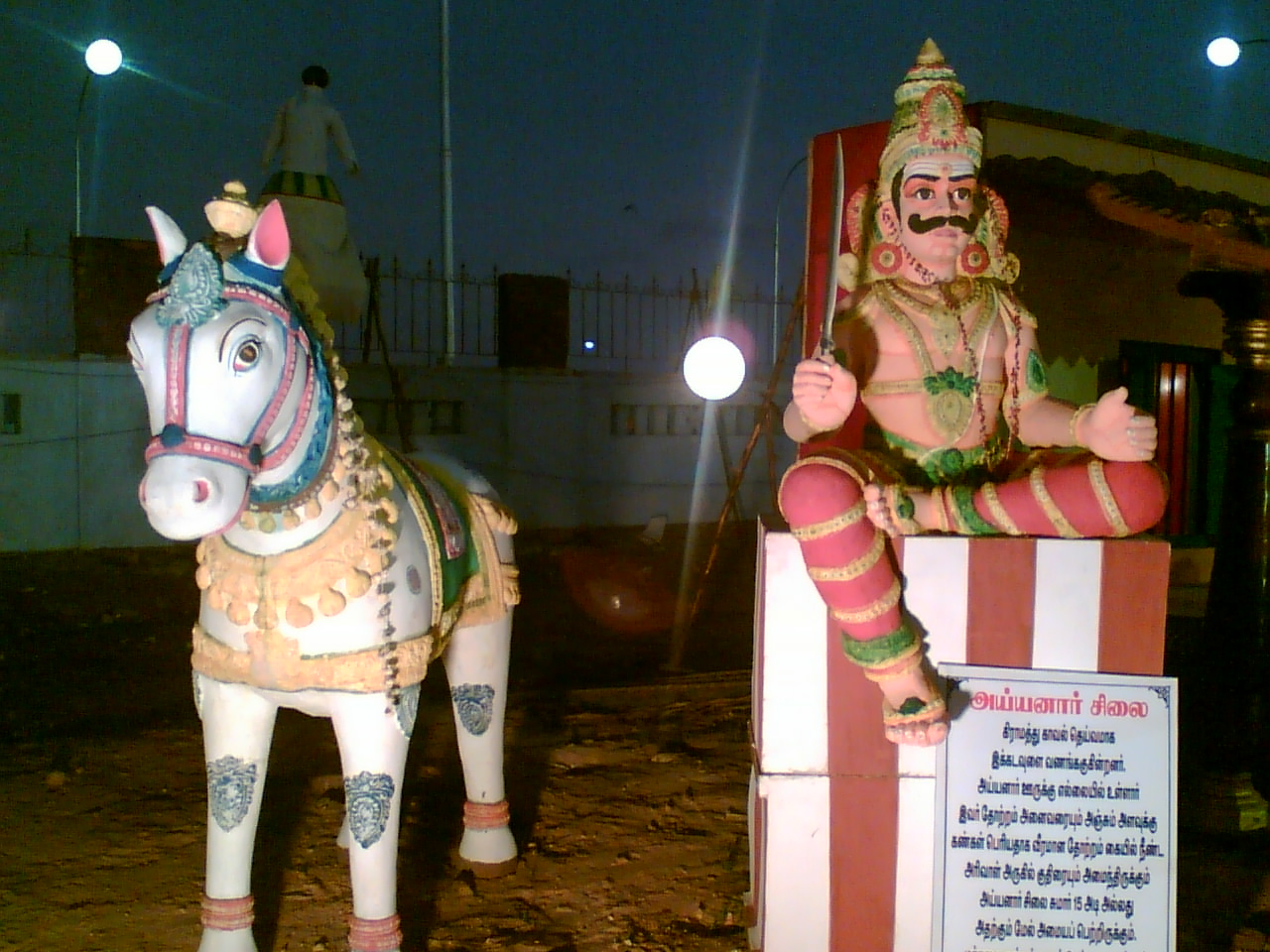
Schutzgott Aiyanar, der wie Ayyappan mit einem Schimmel und einem Schwert in der Hand dargestellt wird

Das Ritual gliedert sich in eine vorausgehende Puja (Opferung, Ehrerweisung), um für einen günstigen Ablauf der Veranstaltung zu sorgen, es folgen die Herstellung des Bodenbildes, eine Reihe von Tänzen, Liedern und dramatischen, von Musik begleiteten Handlungen sowie der abschließende Besessenheitstanz. Ein typisches Ritual dauert etwa acht Stunden vom späten Nachmittag bis um Mitternacht.
Wie beim Yakshagana, anderen Tanztheatern und praktisch jeder neuen Aktivität beginnt die Veranstaltung mit einer Puja für den glückbringenden Elefantengott Ganesha. Zu den typischen Verrichtungen und Gerätschaften des Tempelpriesters gehören Wasser spritzen aus einem speziellen Silbergefäß, das Murmeln von Mantras und Darbringen von Opfergaben. Am Platz häufen sich Räucherstäbchen, Blumen, Messinglampen, Kokosnüsse und Reis. Währenddessen singen einige Nambiars Preislieder auf Ganesha, Shiva, Ayyappan und Parvati.
Das Schwert, mit welchem der von Ayyappan besessene Tänzer am Schluss das Bodenbild zerstören wird, muss in einen gut gesicherten speziellen Raum gebracht und darf bis dahin nicht berührt werden. Es symbolisiert die Anwesenheit des zerstörerischen Ayyappan. Der Raum (tekkini), in dem das Bodenbild gemalt (kalamezhutu) werden soll, wird von vier Lampen ausgeleuchtet, die zugleich die Außenecken des Bildes markieren. Der Nambiar-Maler beginnt, in Ost-West-Richtung die Umrisse von Ayyappan auf seinem Pferd mit weißem Reismehl am Boden vorzuzeichnen. Später füllen Helfer die Flächen mit farbigem Pulver, und nach etwa 2,5 Stunden ist eine etwa 3,3 × 2,7 Meter große Abbildung fertig. Die Herstellung des Bildes vollzieht sich weitgehend unbeachtet von den übrigen Teilnehmern und Zuschauern.
Während die Nambiars noch mit dem Bild beschäftigt sind, spielt im Eingangsbereich des Hauses ein Perkussionsorchester die mit Stöcken geschlagene, senkrechte Zylindertrommel chenda (ähnlich der chande) und die zweifellige Doppelkonustrommel madhalam. Mit immer lauter werdendem Getrommel bewegen sich die Musiker durch das gesamte Gebäude und geben das Signal für einige Dorfbewohner, die sich nun zum Beginn des eigentlichen Rituals einfinden. Die Gläubigen umschreiten das zwischenzeitlich mit Opfergaben umstellte Götterbildnis im tekkini. Erst als ein Brahmane das Schwert beigeschafft, damit einmal den Hof umrundet und auf einem Stuhl am Kopfende des Bildnisses (im Osten) abgelegt hat, gilt Ayyappan als in das Bildnis eingegangen und es wird nun entsprechend verehrt.
Einige Nambiars singen unterdessen weitere Loblieder auf die Götter, begleitet von den genannten Trommeln und Handzimbeln (elathalam). Im nächsten Programmpunkt tragen die Darsteller zwölf Episoden aus der Ayyappan-Legende vor und setzen diese in einzelnen Solodarbietungen schauspielerisch um (kottum pattum). Die Geschichten handeln vom Leben des Gottes vor seiner Geburt, nachdem er geboren wurde und bis er nach Kerala kam. Kurzfassungen des Rituals beinhalten nur eine oder zwei Episoden. Ein Nambiar erzählt Einführungen zu den Geschichten, während ein kostümierter Darsteller in der Rolle von Nandikeshvara agiert, dem Reittier und Bewacher Shivas, und einige der Geschichten erzählt. Am Fußende des Bildes führt Nandikeshvara einen langsamen Tanz auf, begleitet von zwei Zylindertrommeln (chenda), der sanduhrförmigen Trommel para (aus Jackfruchtholz), Zimbeln und dem Doppelrohrblattinstrument kuzhal. Ein ähnliches monologisches Tanztheater (kuttu) in Kerala, bei dem ein Solodarsteller Geschichten aus den großen indischen Epen aufführt, ist Chakyar kuttu.
In der Geschichte von der Geburt Ayyappans erscheint Vishnu in Gestalt der verführerischen Mohini vor dem Dämon (Asura) Bhasmasura, der Shiva bedroht. In der Macht des Dämon liegt, jeden zu Asche werden zu lassen, auf dessen Stirn er seine Hand legt. Als Mohini sich mit der Hand an ihren Kopf greift, ahmt der Dämon – von ihrer Schönheit überwältigt – diese Bewegung nach und stirbt. Somit hat Vishnu das Leben Shivas gerettet, der jedoch ebenfalls dem Charme der Mohini erliegt. Aus ihrer Verbindung geht Ayyappan hervor. Bei dieser Szene sitzt der Darsteller am Boden und singt einige Zeilen des Textes, erhebt sich anschließend und spielt die Rollen nach, um weiterhin im Wechsel mit der Erzählung und der Tanzeinlage fortzufahren. Bei dieser Art des Geschichtenerzählens in Bildern wird eine einfache, durch Mimik und Gesten bereicherte Sprache verwendet. Der Schauspieler kann das Thema ausschmücken, etwa wenn er von Mohinis Schönheit erzählt, wie sie mit ihren langen Haaren im Garten Blumen pflückt und danach mit tänzerischen Ausdrucksmitteln (abhinaya) zeigt, wie sie sich vor einem Spiegel zurechtmacht.
Der Höhepunkt des gesamten Rituals beginnt mit dem Orakeltänzer (veliccappad), der von einigen Musikern begleitet an der Eingangstür erscheint. Er trägt einen einfachen Wickelrock (in Kerala mundu, ansonsten lungi), ein zusätzliches buntes Tuch um die Hüften, eine Blumenkette um den Hals und das Schwert in der Hand. Der Geräuschpegel der Trommeln steigert sich, bis der Tänzer nach drei Rundgängen am tekkini angekommen ist. Bis dahin hat nach immer schnelleren Tanzbewegungen die Gottheit von ihm Besitz ergriffen. In voller Besessenheit stapft er wild über das Bodenbild und zerstört alles einschließlich der umliegenden Opfergaben mit seinen Füßen bis auf das Gesicht, auf das er nicht treten darf. Hier fährt er mit seinen Händen hindurch. Danach setzt sich der Orakeltänzer auf einen Stuhl am Kopfende (Osten) des zerstörten Bildes und beginnt zu singen. Das Schwert legt er auf einen kleinen Stuhl vor ihm. Indem er das Schwert wieder aufnimmt, verfügt er über die prophetische Gabe der Gottheit. Seine nun folgenden Wahrsagungen richten sich zunächst an den Hausherrn, ihm gegenüber drückt er sein Wohlgefallen über den erfolgreichen Ablauf des Rituals aus, dann wendet er sich an die versammelten Gläubigen. Unter heftigem Zittern legt er das Schwert zurück auf den Stuhl und als er loslässt, entweicht Ayyappan aus ihm. Der verbliebene graue Haufen der ehemals leuchtend bunten Farben wird aufgenommen, die Gläubigen erhalten davon einen Punkt als Segnungszeichen auf die Stirn.

## Soziales Umfeld

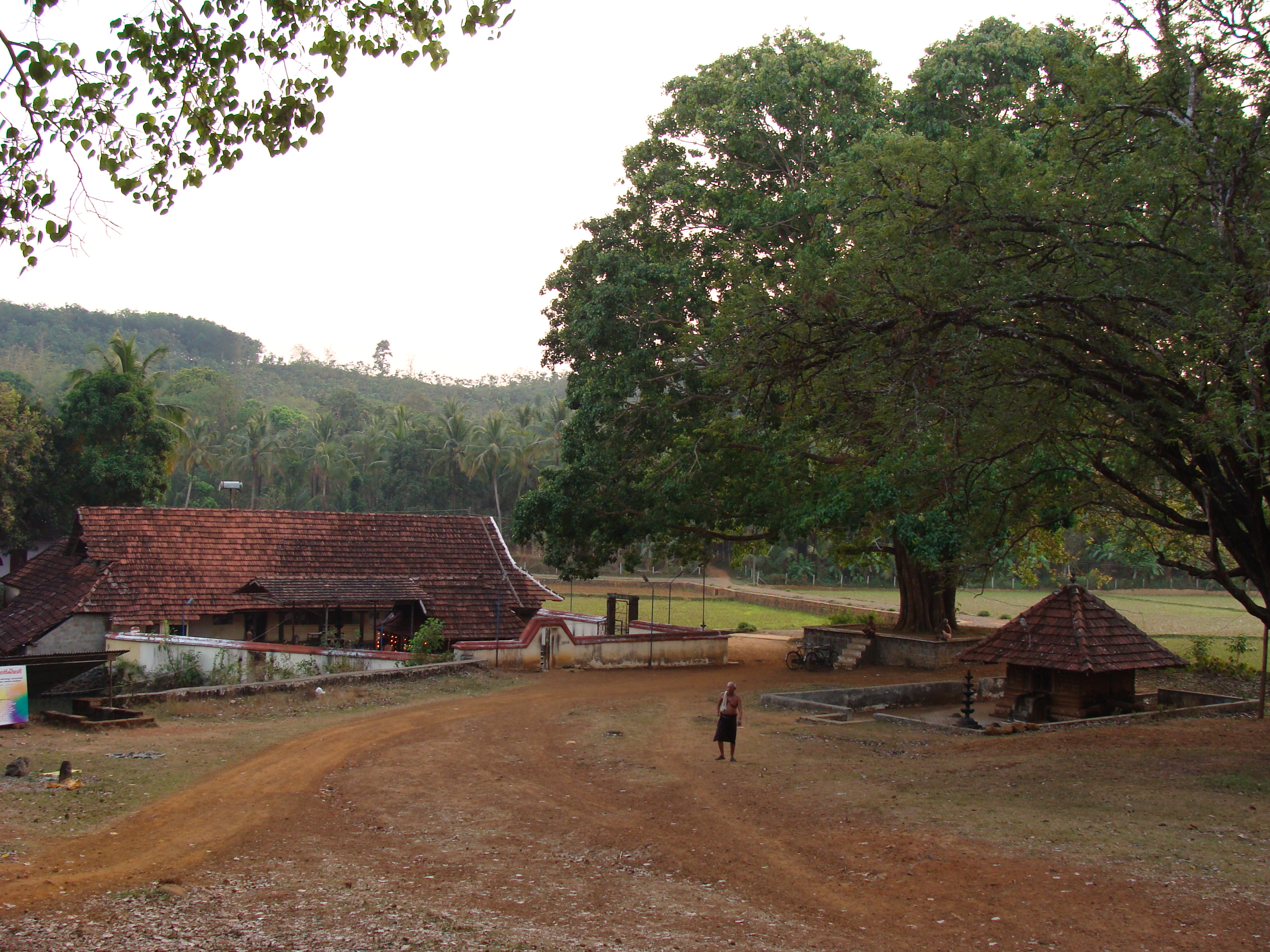
Ayyappankavu-Tempel im Dorf Panjal, Thrissur-Distrikt. Kavu bedeutet heiliges Wäldchen.

Die Veranstaltung übt eine faszinierende Wirkung auf die teilnehmenden Gläubigen aus, da sie eine für viele Rituale typische, dramatische Steigerung von „kühlen“ Vorbereitungen und Reinigungsritualen bis zum energiegeladenen, „heißen“ Besessenheitstanz miterleben. Die Erzählungen aus Ayyappans Leben haben eine unterhaltende und erzieherische Funktion, bis schließlich, nachdem das Bildnis zerstört wurde, mit der Übergabe von rituell gereinigten Speisen (prasada) die Verbindung zwischen Gläubigen und der Gottheit zustande gekommen ist.
Die Ausbildung zum Musiker oder Darsteller im Ayyappan tiyatta wird innerhalb der Familie weitergegeben. Der Vater ist verantwortlich, dass sein Sohn umfassende Kenntnisse über das Ritual erhält. Häufig bereits mit fünf Jahren erhält der Sohn den ersten Unterricht und erlernt die zwölf Episoden aus dem Leben Ayyappans. Erst wenn der Junge mit zwölf Jahren das hinduistische Übergangsritual upanayana absolviert und die Heilige Schnur erhalten hat, darf er die schauspielerischen Solotänze und den Besessenheitstanz üben. Eine Übungseinheit dauert mehrere Stunden und wird nachts im Innenhof des Hauses abgehalten. Später nimmt der Schüler als Helfer bei den Aufführungen teil, in dem er beispielsweise die Farbflächen des Bodenbildes anlegt. Erstmals tritt der Schüler im Alter von 15 oder 16 Jahren selbst als Tänzer auf. Wie das Stadium der Besessenheit erreicht wird, ist keine Frage einer besonderen Einweisung, dieser Zustand ergibt sich für den Tänzer, indem er jahrelang immer dieselben Tanzschritte praktiziert und die entsprechenden rhythmischen Muster verinnerlicht. Nach einigen Jahren spezialisieren sich die tiyatti-Nambiar auf eine bestimmte Aufgabe innerhalb des Rituals.